# 朝日町立朝日小学校
朝日町立朝日小学校（あさひちょうりつ あさひしょうがっこう）は、三重県三重郡朝日町大字柿にある公立小学校。
円形校舎で知られる。

## 沿革
- 1874年（明治7年） - 三重郡7か村により縄生学校が創立される。
- 1876年（明治9年） - 縄生学校・柿学校・知新学校の3校に分離。
- 1886年（明治19年） - 縄生学校と日弁学校を統合し、日弁学校と改称。
- 1887年（明治20年） - 日弁尋常小学校と改称。
- 1902年（明治35年） - 朝日尋常小学校と改称。この年を創立年とする。
- 1903年（明治36年） - 高等科を併設し、朝日尋常高等小学校と改称。新校舎（旧第一校舎）が落成。
- 1919年（大正8年） - 校歌を選定。
- 1941年（昭和16年）4月1日 - 朝日国民学校と改称。
- 1947年（昭和22年）4月1日 - 朝日村立小学校と改称。
- 1950年（昭和25年） - 校訓「敬・愛・信・行」を選定。
- 1951年（昭和26年） - 校章を選定。
- 1952年（昭和27年） - 創立50周年に当たって校歌・校章を再選定。
- 1954年（昭和29年）10月17日 - 三重郡朝日村の町制施行に伴い、朝日町立朝日小学校と改称。
- 1956年（昭和31年） - プール竣工。
- 1962年（昭和37年） - 現在の円形校舎及び東角形校舎が新築される。
- 1969年（昭和44年） - 西角形校舎の新築。
- 1976年（昭和51年） - 消防防災器具設置、西角形校舎の増築、円形校舎造園工事完成。
- 1978年（昭和53年） - 玄関前造園工事完了。
- 1979年（昭和54年） - 運動場排水工事完了。
- 1980年（昭和55年） - 4階ホールサッシ取替え、給食室リフト取替。
- 1981年（昭和56年） - 円形校舎外壁塗装工事完了。
- 1982年（昭和57年） - 4階ホール床張替とステージ幕改修。
- 1983年（昭和58年） - 円形校舎1～3階サッシ取替え。
- 1989年（平成元年） - 円形校舎屋根塗装工事完了。
- 1990年（平成2年） - 下水工事完了、4階ホール幕の電動化工事完了。
- 1991年（平成3年） - 雨水・排水工事完了、円形校舎4階ホール暗幕取替え。
- 1992年（平成4年） - 運動場トイレ水洗化工事完了、学校週5日制実施。
- 1993年（平成5年） - 円形校舎1階改修、浄化槽・給水塔改修。
- 1994年（平成6年） - 120周年記念音楽会開催。円形校舎2・3階改修。
- 1995年（平成7年） - 遊具・ミニバスケットゴール設置、飼育小屋広場フェンス設置。
- 1996年（平成8年） - 円形校舎4階改修。
- 1997年（平成9年） - 保健室及び低学年用図書室にエアコン設置。
- 1998年（平成10年） - 西角形校舎ベランダ・雨樋改修。
- 1999年（平成11年） - 東角形Pタイル改修。
- 2000年（平成12年） - 東角形校舎シャワールーム設置。
- 2001年（平成13年） - 西門・東門に門扉の設置、防球ネットの拡張。
- 2002年（平成14年） - 東角形校舎の女子トイレに洋式便器を設置。
- 2003年（平成15年） - 円形校舎・西角形校舎の耐震及び改修工事、校内LANの整備。
- 2005年（平成17年） - 東角形校舎建築開始。
- 2006年（平成18年） - 東角形校舎完成（3階・9教室）。
- 2008年（平成20年） - プレハブ校舎完成（2階・5教室、トイレ併設）。
- 2009年（平成21年） - あさひ校舎（旧あさひ園園舎）完成（1階・5教室、トイレ併設）。
- 2010年（平成22年） - あさひ校舎完成。職員室拡張工事完了。
- 2011年（平成23年） - 西プレハブ校舎完成（2階・10教室、トイレ併設）。
- 2013年（平成25年） - 円形校舎が日本国の登録有形文化財になる。児童用パソコンをノートブック型に新規入れ替え。
- 2015年（平成27年） - 体育館及びプールが新築される[1]。

## 通学区域
- 朝日町全域
卒業生は基本的に朝日町立朝日中学校へ進学する。

## 円形校舎
朝日小学校円形校舎（あさひしょうがっこうえんけいこうしゃ）の名で2013年12月24日に日本国の登録有形文化財に登録されている。鉄筋コンクリート構造4階建てで、旧校舎の老朽化に伴い、2階建の矩形棟、平屋建の厨房棟と同じ1962年（昭和37年）に建設された。1階から3階が円形ホールと職員室、特別教室、4階が講堂兼体育館となっている。
日本各地で円形校舎を設計した坂本鹿名夫の設計で、昭和30年代（1955年 - 1964年）に流行した校舎の形態である。教室が扇形をしているため教員が児童に目が配りやすいという構造上の利点があるが、増築が困難であることから、あまり建てられなくなり、朝日小学校でも普通教室は円形校舎でなく矩形型の校舎に設置して児童数の増減に対応している。日本中で円形校舎が減少する中、朝日町唯一の小学校として町の出身者の多くが学んだ学校であることから、町のシンボルとして大切にする方向で住民意識が一致している。

## 周辺
- 朝日町役場
- 保健福祉センター
- 朝日町資料館
- 朝日郵便局
- 東芝三重工場
- 三重県道66号四日市朝日線

## アクセス
- 近鉄名古屋線伊勢朝日駅から、徒歩約760m・約12分。
- JR関西本線朝日駅から、徒歩約900m・約14分。
- 伊勢湾岸自動車道みえ朝日ICから、車で約3km・約5分。

## 著名な出身者
- 佐藤昭大 - プロサッカー選手。在校中は朝日SSSに所属。